# Курманов, Акан
Акан Курманов (1918—1943) — Герой Советского Союза, командир пулемётного отделения 234-го гвардейского стрелкового полка 76-й гвардейской стрелковой дивизии 61-й армии Центрального фронта, гвардии сержант.

## Биография
Родился в селе Косбармак Атбасарского уезда Акмолинской области России (ныне - Атбасарский район Акмолинской области Казахстана. Происхождение из крестьян.
Окончил начальную школу, работал в колхозе.
В 1939 году был призван в Красную Армию. На фронтах Великой Отечественной войны с 1943 года. Служил командиром пулемётного отделения 2-й стрелковой роты 234-го гвардейского Черноморского стрелкового полка 76-й Гвардейской Черниговской стрелковой дивизии 61-й Армии Центрального фронта.
28 сентября Курманов, командуя группой из 9 человек, форсировал Днепр возле села Мысы Черниговской области для захвата плацдарма и обеспечения переправы полка через реку. Высадка десанта осуществлялась в дождливую погоду, и противник заметил десантников только уже при подходе к берегу. Гитлеровцы открыли пулемётно-ружейный огонь, а также огонь из артиллерийского орудия, но десантники сумели высадиться на берег. Пулемётчики Болодурин и Масляков уничтожили расчёт орудия, а бойцы, ворвавшись в траншею, уничтожали солдат противника. Курманов и Русаков развернули захваченное орудие против контратакующих солдат противника. Бой шёл в течение дня, дав возможность высадить на правом берегу остальные части полка. Отряд отразил несколько атак противника. В одной из последних таких атак командир десанта Курманов погиб. На поле боя осталось около 150 солдат противника.
Указом Президиума Верховного Совета СССР «О присвоении звания Героя Советского Союза генералам, офицерскому, сержантскому и рядовому составу Красной Армии» от 15 января 1944 года за «образцовое выполнение боевых заданий командования по форсированию реки Днепр и проявленные при этом отвагу и геройство» Курманову Акану присвоено звание Герой Советского Союза (посмертно).
Этим же Указом звания Героя Советского Союза были удостоены его сослуживцы Иван Петрович Болодурин, Генрих Иосипович Гендреус, Алексей Васильевич Голоднов, Иван Александрович Заулин, Георгий Гаврилович Масляков, Арсентий Васильевич Матюк, Василий Александрвич Русаков и Пётр Сергеевич Сафронов.

## Награды и звания
- Герой Советского Союза (15 января 1944[2]);
- орден Ленина (15 января 1944);
- медаль «За отвагу» (27 сентября 1943)[3].

## Память
- Имя Героя носит средняя школа-гимназия № 17 в Астане.
- Имя Героя носит специальная коррекционная школа-интернат № 2 в Атбасаре.
- Улица в городе Атбасар.
- Улица в селе Мысы.
- В селе Косбармак установлен памятник Герою.
- В 2008 году в селе Косбармак был открыт музей имени Акана Курманова.
- Улица в пгт Кадуй Вологодской области.
- Улица в городе Алмата.